# Еґмонт (національний парк)
Національний парк Еґмонт (маор. Te Papakura o Taranaki, англ. Egmont National Park) — національний парк розташований на південь від Нового Плімута, недалеко від західного узбережжя Північного острова в регіоні Таранакі Нової Зеландії.

## Географія

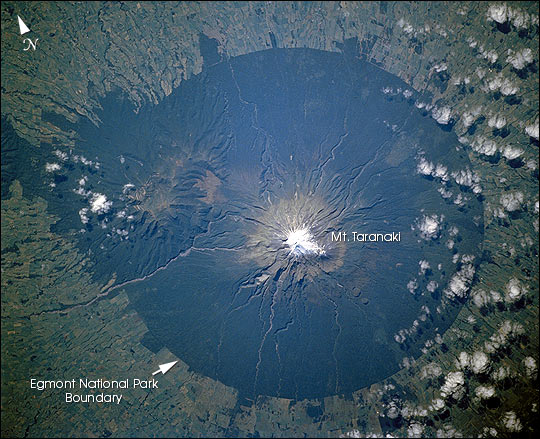
Супутниковий знімок NASA вулкана Таранакі, який показує майже круглий національний парк Еґмонт, що оточує

Парк охоплює вулкан Таранакі та його схили. Парк був вперше створений у 1881 році як лісовий заповідник і став другим національним парком Нової Зеландії в 1900 році.
Лісовий заповідник був створений в радіусі 9,6 кілометрів навколо конуса сплячого вулкана. Пізніше до заповідника з північно-західної сторони були додані території, що охоплюють старі вулканічні залишки у вигляді хребтів Поуакай та Кайтаке. Ліс з усіх боків оточений пасовищем, що надає йому виразну круглу форму. Площа парку становить 341,7 км².

### Географічні об'єкти
Парк містить такі географічні об'єкти, як:
- Найвища вершина парку — активний стратовулкан Таранакі або Еґмонт (англ. Egmont, маор. Taranaki, 2518 м);
- Хребти Поуакай (англ. Pouakai Range, з вулканічним конусом Поуакай, 1400 м) та Кайтаке (англ. Kaitake Range, вершиною Патуга, 684 м) — старі вулканічні залишки. Пік Фанзеймс (1966 м).
- Національним парком протікає численна кількість невеликих річок та струмків, найбільші з яких: Стоні (30 км), Ваївгакайго (30 км), Мангануї (53 км, ліва притока Ваїроа), Патея (105 км), Вайнгонгоро (44 км), Вайауа (25 км). Всі річки та струмки течуть в радіальних напрямах (розходяться віялом від вершини до підніжжя вулкана, стікаючи вниз по схилах гори)[b].
- Гірськолижний курорт «Мангануї» (англ. Manganui Ski Area), високогірне водно-болотне угіддя — болото Агукавакава (920 м), озеро Дайв (910 м), Мерфіс (715 м).
- Водоспади: Беллс (англ. Bells Falls, 31 м)[4], Довсон (англ. Dawson Falls, 16 м)[5], Куртіс (англ. Curtis Falls, 8 м)[6], Пауль (англ. Paul Falls)[7], Бреймс (англ. Brames Falls)[8], Мангакотукутуку (англ. Mangakotukutuku Falls), Безімений (англ. Unnamed Waterfall, 20 м)[9].
- Найвідоміші туристичні хатини, притулки: Голлі, Кагуї, «Озеро Дайв», Макетава, «Мангануї Лодж», Поуакай, Сайма, «Тагуранґі Лодж», «Ущелина Вайауя»; кемпінги: «Північний Еґмонт», «Східний Еґмонт», «Водоспад Довсон» (Монтан Лодж).

## Екологія

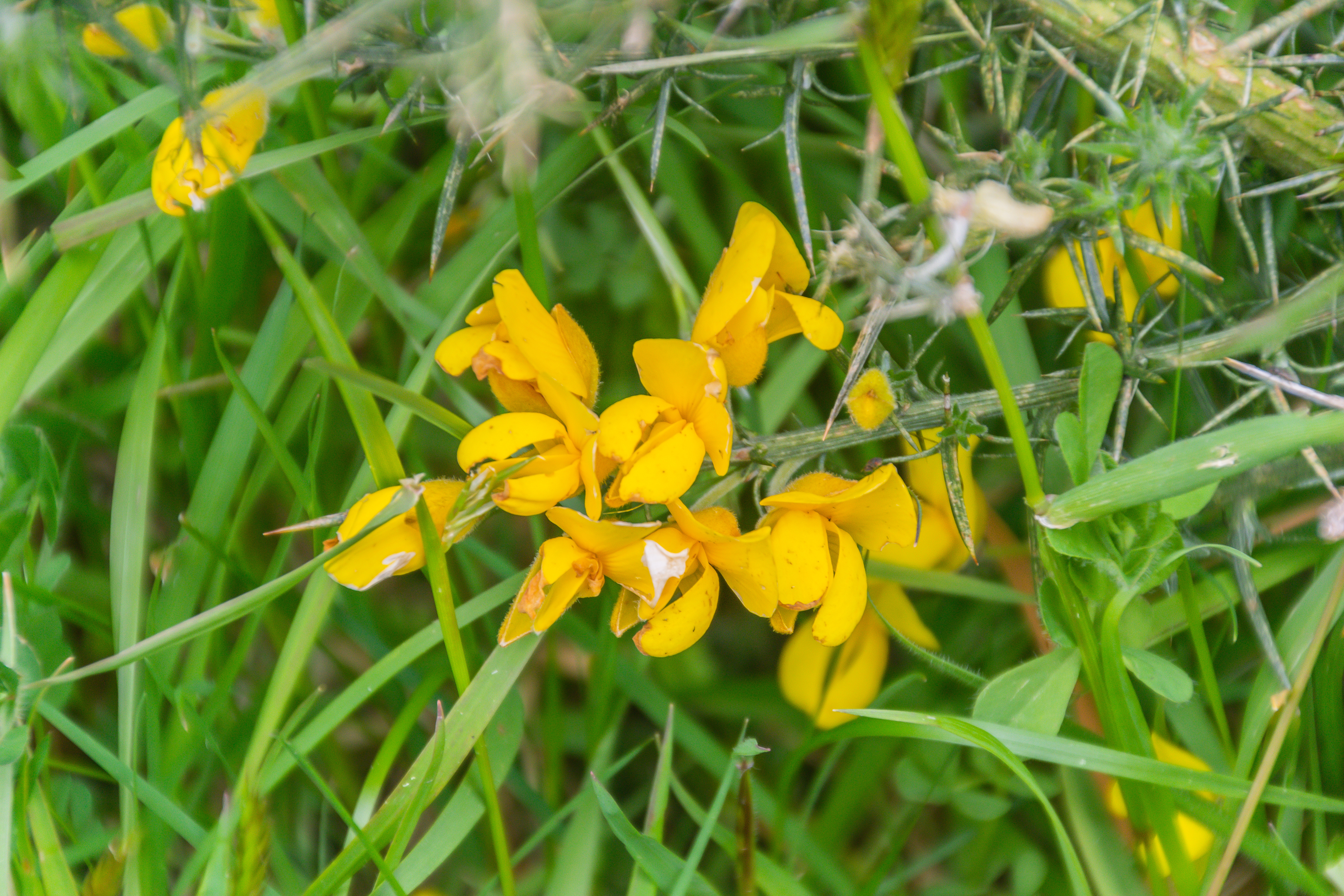
Улекс європейський.

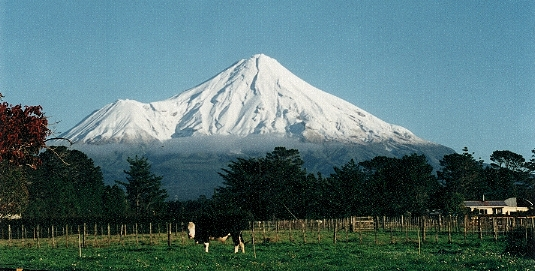
Конуси вулканів Еґмонт (в центрі) та Поуакай (ліворуч).

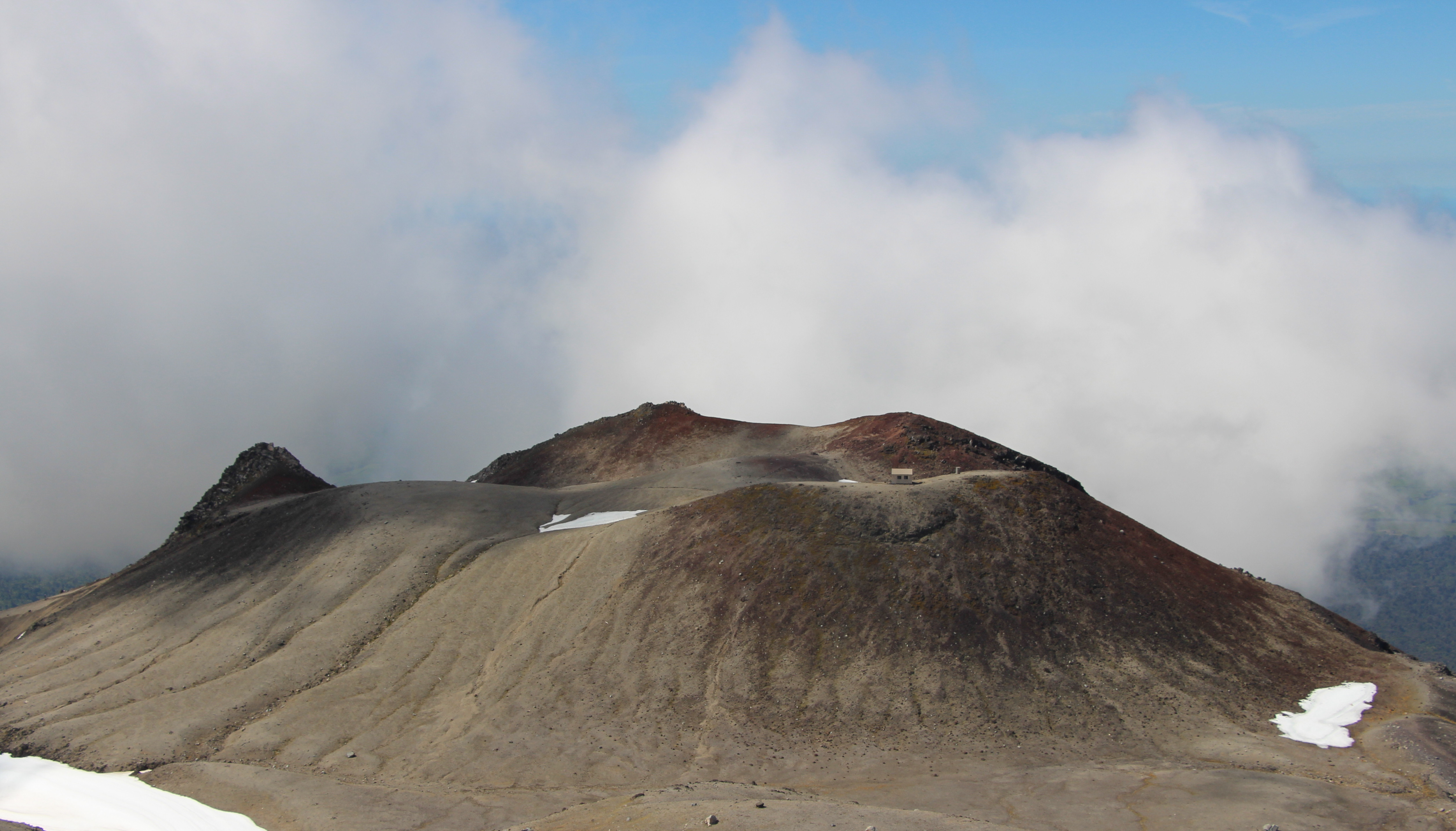
Пік Фанзеймс.

У парку щорічно випадає велика кількість опадів. Вологі західні вітри з Тасманового моря, досягаючи вулкана Таранакі і прилеглих хребтів Поуакай та Кайтаке, спричиняють орографічні опади. Оскільки ця місцевість має високу річну кількість опадів і м'який прибережний клімат, передгір'я вкривають пишні тропічні ліси, ліс, який має національне значення через повну відсутність букових дерев (рід Нотофагус).
Присутній багатий північна рата/дкридіум кипарисовий/широколистий ліс, хоча вся екосистема парку демонструє чіткі моделі висотної зональності — перші два великі види дерев поширені на нижчих висотах, тоді як зарослі камахі (лат. Weinmannia racemosa), як правило, домінують у низькорослих високогірних лісах. У цих старих лісах корона папороті (Blechnum discolor) є домінантним видом підліску.
Характер рослинних угруповань продовжує змінюватися зі збільшенням висоти до субальпійських і альпійських чагарників на великих висотах, які різко контрастують з навколишніми пасовищними сільськогосподарськими угіддями. Серед географічних особливостей парку примітний його чіткий радіальний малюнок дренажу, який можна розрізнити на супутниковому знімку.

### Болото Агукавакава

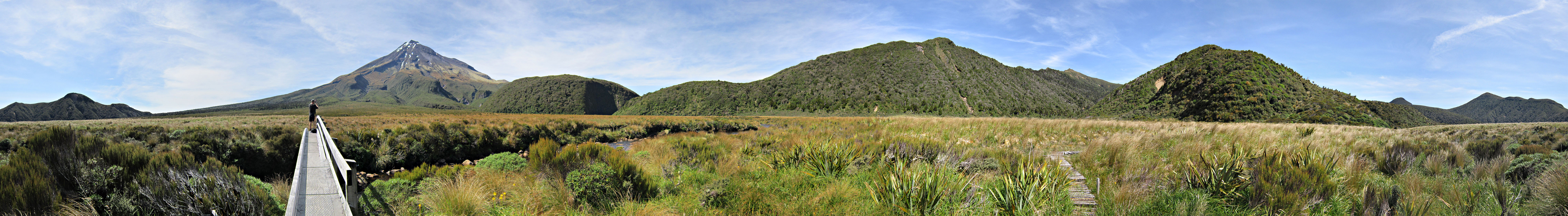
360° панорама болота Агукавакава.

Болото Агукавакава (англ. Ahukawakawa Swamp) — це рідкісне високогірне (920 м) водно-болотне угіддя зі сфагновим мохом, розташоване між вулканом Таранакі та хребтом Поуакай. Тут зафіксовано понад 260 видів вищих рослин, зокрема багато ендемічних видів, пристосованих до кислих ґрунтів та низьких температур і представляє особливий інтерес для ботаніків. Воно утворилося приблизно 3500 років тому, коли вилив лави та пізніший потік бруду та сміття заблокували верхів'я русла річку Стоні. Ця екструзія, яка лежить на висоті 1052 метрів, розташована на захід від болота і відома як Купол (англ. The Dome). Вихід води з болота утворює 31-метровий водоспад Беллс. Площа болота приблизно 1 км². Район все ще схильний до геоморфологічних змін. Річка Стоні вважалася найкращим промислом форелі у регіоні Таранакі доти, доки сильна ерозія та нестабільність ґрунту у верхів'ях річки з 1997 року не стали причиною високих наносів в її руслі.

## Туризм та спорт
Мангануї (англ. Manganui Ski Area) — гірськолижний курорт, розташований в національному парку Еґмонт на східному схилі вулкана Таранакі, є клубним лижним полем, єдиним в регіоні Таранакі. Має 33-місний готель «Мангануї Лодж» для проживання туристів та спортсменів. Курорт має 3-и бугельні витяги та Т-подібний витяг для наземного витягу лижників, який обслуговує окреме лижне поле площею 59 га для початківців та середнього рівня спортсменів. Висота полів курорту коливається від 1260 до 1680 метрів. До гірськолижного поля можна дістатися по дорозі зі Стратфорда. Стратфордський гірський клуб управляє гірськолижним полем, яке зазвичай відкрито з червня по жовтень.

### Автомобільні дороги
Один з головних автомобільних маршрутів в національний парк «Еґмонт», до найвищої відмітки в 1165 м, лежить від міста Стратфорд, автомобільною дорогою «Пембрук» в гору на захід, через невелике поселення Пембрук до кемпінгу «Східний Еґмонт», далі через невеликий гірський серпантин, мимо вершини Джексон Лукоут (1255 м) до автостоянки гірськолижного курорту «Мангануї» (1165 м). Від міста Інглвуд, автомобільними дорогами «Леппер» та «Еґмонт», можна добратися до кемпінгу «Північний Еґмонт» (952 м). Від містечка Капонга, автомобільною дорогою «Маная», можна добратися до кемпінгу «Водоспад Довсон» (890 м). До схилів вулкана Таранакі також прокладено близько пів сотні інших автомобільних доріг, але вони піднімаються тільки до кордону національного парку, до відміток в 400—500 м.

### Траса Куртіс Фаллс

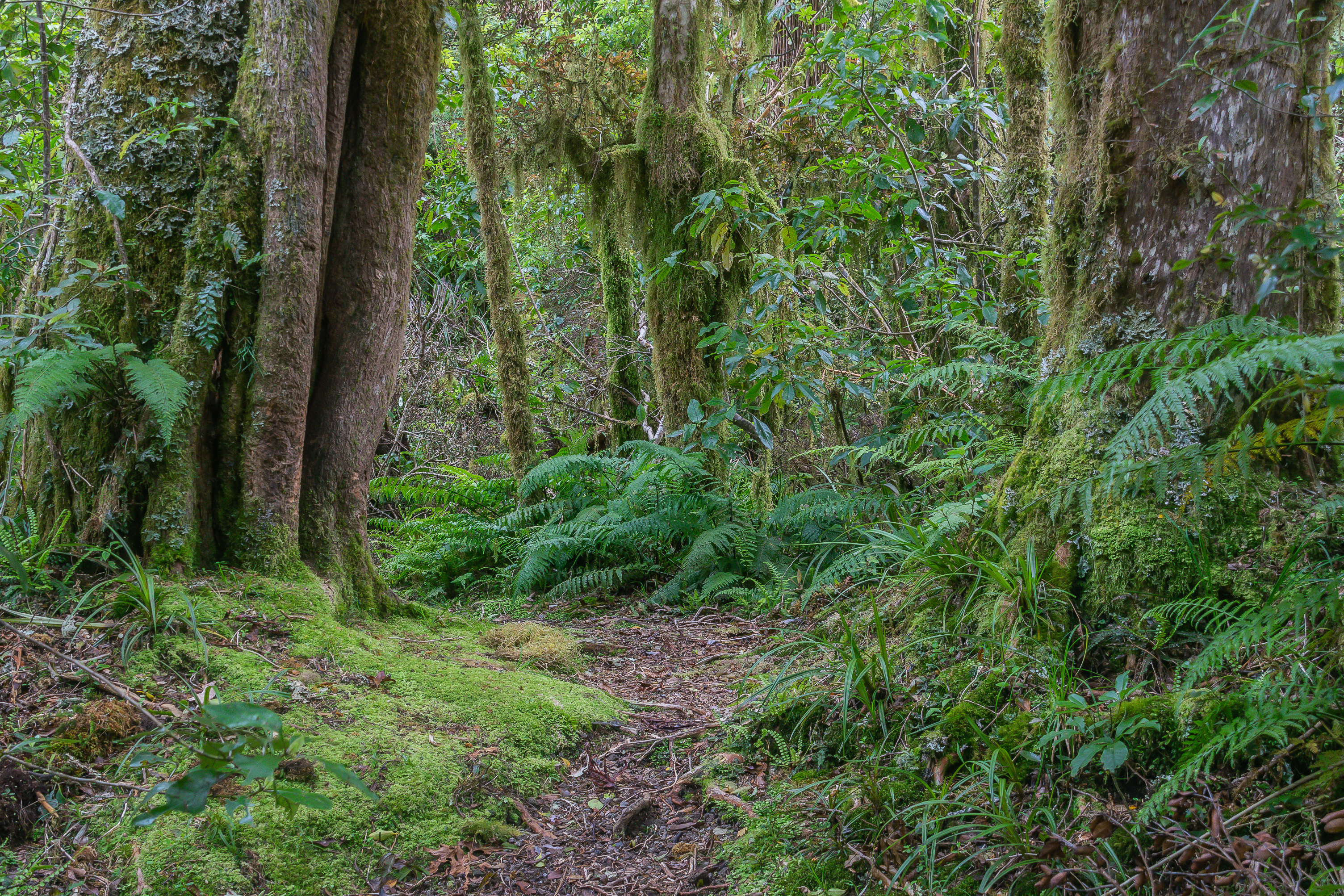
Пішохідна стежка в національному парку.

Один з туристичних пішохідних маршрутів від кемпінгу «Східний Еґмонт» до річки Мангануї, далі вверх по річці до водоспаду Куртіс, потім назад, вниз течією Мангануї і на північ, північний-захід, перетнувши щонайменше шість гірських струмки, до хатини Макетава.

### Траса Поуакай
Траса «Круг Поуакай», 2–3-денний 25-кілометровий трамплінґ, який має дві доступні ночівлі (хатини Голлі та Поуакай), проходить через унікальне болото «Агукавакава» і спеціально обладнана для пішохідних прогулянок.

### Траса вершини Таранакі
Траса починається від кемпінгу «Північний Еґмонт» на висоті 952 м до притулку «Тагуранґі Лодж» (1515 м). Далі підйом крутим схилом, здебільшого за допомогою сходів, до краю кратера вулкана (2518 м). Довжина маршруту 6,3 км в один бік. Підйом на вершину займає 5-6 годин ходьби, спуск назад тим же маршрутом, який може зайняти 3-4 години. На вершину вулкана, також можна піднятися через притулок «Тагуранґі Лодж» з кемпінгів «Східний Еґмонт» та «Водоспад Довсон».

## Галерея
|                        |
| Вид на вулкан Таранакі |

|                                        |
| Вхідний знак, Еґмонт НП, Нова Зеландія |

|                                    |
| Стежка до вершини вулкана Таранакі |

|                                                      |
| Вид на Таранакі з трамплінґової траси «Круг Поуакай» |

## Нотатки
1. ↑  Річки — природні водні об'єкти, які частково протікають територією Національного парку «Еґмонт», беручи свій початок на схилах вулкана Таранакі або прилеглих хребтах.
2. ↑  Всі вказані річки, перераховані за порядком їх течій, починаючи з заходу, по колу (схилах вулкана) за часовою стрілкою.
3. ↑  Орографічні опади, також відомі як рельєфні опади — опади, що утворюються внаслідок вимушеного руху повітря вгору при зустрічі з фізико-географічною височиною.